# Hesperia (mitologia)
Hesperia (gr. Ἑσπερίη Hesperíē, łac. Hesperia; od gr. ἕσπερος hésperos – 'wieczór') – w mitologii greckiej nimfa leśna z Troady, córka boga rzeki Kebren. Imieniem Hesperii w starych tekstach często oznaczano zachód, w niektórych przypadkach Italię.
Mieszkała na zboczu góry Id. Z powodu jej urody, podkreślonej przepięknymi włosami, zakochał się w niej młody Ajsakos, syn króla Troi Priama i Arisbe. Gdy pewnego razu zaskoczył ją na opuszczonej łące, zaczęła przed nim uciekać i nieszczęśliwie nadepnęła na jadowitego węża, który ją ukąsił. Z żalu, że przyczynił się do jej śmierci, Ajsakos skoczył z wysokiej skały do morza. Zlitowała się nad nim bogini Tetyda i przemieniła go w ptaka zimorodka.
Historię Hesperii znamy dzisiaj głównie z Metamorfoz Owidiusza, w poezji greckiej tylko z jednej aluzji u Apolloniosa z Rodos oraz w "Iliadzie" Homera w Księdze XXII.